# Tzum, Mexiko
Tzum är en ort i Mexiko.   Den ligger i kommunen Zinacantán och delstaten Chiapas, i den sydöstra delen av landet, 700 km öster om huvudstaden Mexico City. Tzum ligger 1 718 meter över havet och antalet invånare är 126.
Terrängen runt Tzum är kuperad åt nordost, men åt sydväst är den bergig. Runt Tzum är det ganska tätbefolkat, med 139 invånare per kvadratkilometer. Närmaste större samhälle är San Cristóbal de las Casas, 14,4 km öster om Tzum. I omgivningarna runt Tzum växer huvudsakligen savannskog.